# Pfarrkirche Steyregg

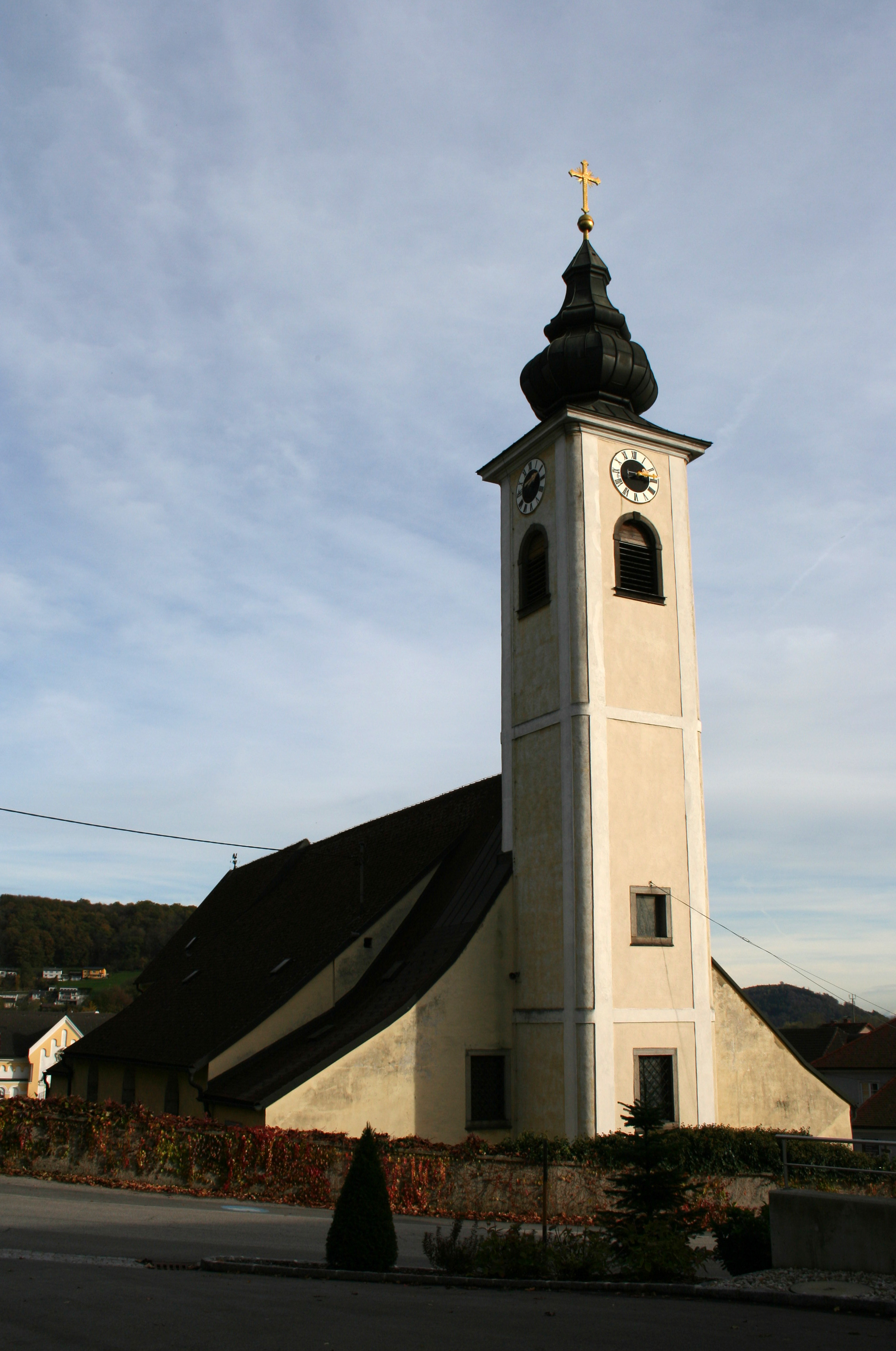
Katholische Pfarrkirche hl. Stephanus in Steyregg

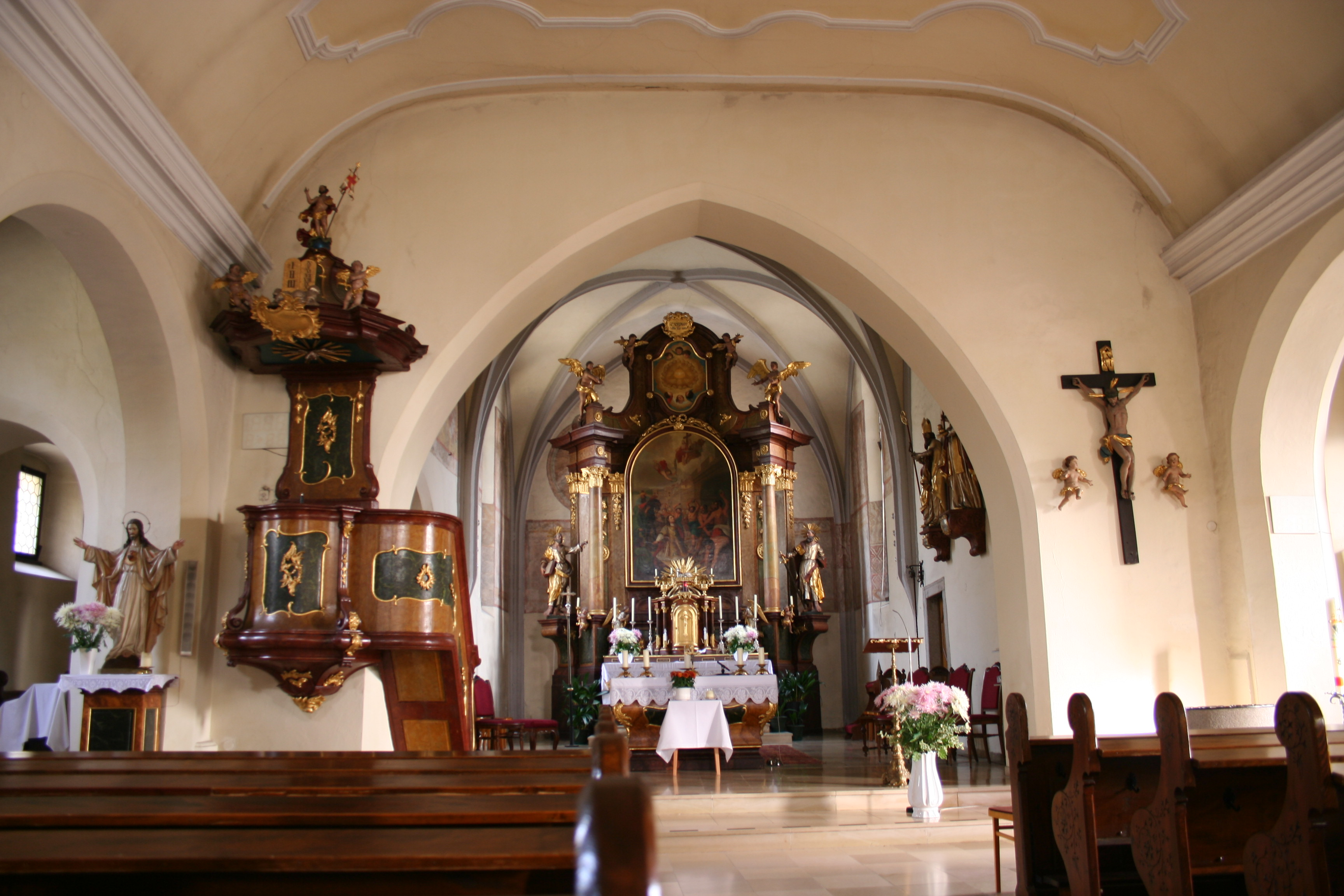
Mittelschiff, Blick zum Chor

Die römisch-katholische Pfarrkirche Steyregg steht westlich leicht erhöht im Altort der Stadtgemeinde Steyregg im Bezirk Urfahr-Umgebung in Oberösterreich. Die dem Patrozinium hl. Stephanus unterstellte Pfarrkirche gehört zum Dekanat Gallneukirchen in der Diözese Linz. Die Kirche steht unter Denkmalschutz (Listeneintrag).

## Geschichte
Wohl bestand bereits im 9. Jahrhundert eine eigene Pfarre, urkundlich wurde 1111 eine Kirche genannt, 1234 ein Pfarrer, alles unter der Ortsnennung Tafersheim bzw. Tabersheim, die Ortsnennung Steyregg entstand in der zweiten Hälfte des 14. Jahrhunderts. Das Patronat lag anfangs beim Bistum Passau und ging 1374 an die Capeller und durch sie an das Kloster Pulgarn, mit diesen ab 1609/1612 an die Jesuiten bis zur Auflösung des Ordens 1773. Die Pfarre ging damit an den Religionsfonds. Seit 1837 untersteht die Pfarre dem Patronat Stift Sankt Florian.
Vom romanischen Vorgängerbau des 13. Jahrhunderts sind die Mauern des Langhauses erhalten. Langhaus, Chor und die Nordkapelle wurden in der ersten Hälfte des 14. Jahrhunderts umgebaut, die Wölbung des Nordschiffes erfolgte im Ende des 15. Jahrhunderts, die Wölbung des Südschiffes um 1630, die Holzwölbung des Mittelschiffes im dritten Viertel des 18. Jahrhunderts. Der Turm wurde im ersten Drittel des 18. Jahrhunderts erbaut, die ehemalige Uhr nannte 1736. Die Kirche wurde innen 1897, 1905, außen 1949, 1955, und von 1974 bis 1977 restauriert und verändert. 

## Architektur
Die Kirche mit romanischen, gotischen und barocken Bauteilen beinhaltet bemerkenswerte Wandmalereien der Gotik. Die Wandmalereien im Chor wurden 1951 freigelegt und restauriert, sie zeigen in der unteren Zone frühgotische Passionsszenen um 1330/1340 in der Nachfolge der St. Florianer Malerschule, die Darstellungen zeigen Dornenkrönung, Kreuztragung, Kreuzigung und Kreuzabnahme. In der oberen Zone zeigen die Wandmalereien den sogenannten Weichen Stil aus dem Anfang des 15. Jahrhunderts, gestiftet von den Brüdern Engelhart Gruber zu Luftenberg und Karl Mönch in Pulgarn und urkundlich 1505 Pfarrer in Steyregg mit den Darstellungen Apostel, Thronende Anna selbdritt mit den Stiftern.

## Ausstattung
Der Hochaltar aus 1796 als Säulenretabel mit Auszug in spätbarocken Formen mit klassizistischem Dekor zeigt das Altarblatt Steinigung des hl. Stephanus aus dem Ende des 18. Jahrhunderts und seitlich davon die Skulpturen der Heiligen Peter und Paul, er zeigt das Auszugsbild Gloriole mit Engelsköpfen mit seitlichen Engelsköpfen und Putten. Der spätbarocke Tabernakel entstand 1770/1780.
Die Orgel mit II Man./12 Reg. (4 Reg. von 1863) baute Johann Pirchner 1978 im typisch dreifeldrigen zweitürmigen Brüstungsorgelgehäuse von Josef Breinbauer 1863.